# コレヒアレス
コレヒアレス(Colegiales)は、アルゼンチンの首都ブエノスアイレス自治市にある地区（バリオ）である。コムーナ13に属しており、2001年の調査による人口は56,998人である。

## 地理
アルバレス・トーマス通り、フォレスト通り、デ・ロス・インカス通り、ビレイ・デル・ピーノ通り、カビルド通り、ホルヘ・ニューベリー通り、クラメル通り、ドレゴ通りに囲まれた区域である。この地区は区域によるコントラストが激しく、クラメル通りからカビルド通りにかけて巨大高層ビルが並んでいるが、伝統的な3階建ての住宅も存在し、多くの歩行者や自動車が通りを行きかう忙しい地区である。主に居住地区であるが、北東部にある操車場(貨車やこの地区を走るミトレ線の引退した電車が留置されている)のような非居住地区も存在する。南西部には1960年代後半まで別の操車場があり、南東部には教皇庁立アルゼンチンカトリック大学(UCA)のキャンパスがある。
コレヒアレス地区はブエノスアイレス自治市でもっとも面積の小さい地区のひとつである。最大の通りはフェデリコ・ラクローセ通りであり、地区内の交通量や小売店が集中している。アルバレス・トーマス通りは道路の左右でまったく景観が異なっており、片側には一世帯用の低層住宅が列を連ねるが、もう片側はほとんど完全にアパートが列を連ねている。アルバレス・トーマス通りはまた、南側のチャカリータ地区とコレヒアレス地区を隔てる通りでもある。緑豊かな木々、橋状の小道、バルコニー付きのアンダルシア風パティオ（中庭）などがあるヘネラル・パス路地は遠近問わず訪問者を惹きつける。ブエノスアイレス市内でもっとも緑豊かな地区のひとつでもあり、フアン・ホセ・パーソ広場、ポルトゥガル広場、サン・ミゲル・デガリコイツ広場、コレヒアレス広場、マファルダ広場などがある。これらの広場は、地元の漫画家ホアキン・ラバード（キーノ）による風変わりなアート作品の存在で知られている。
近年、かつてブエノスアイレス製粉所（シロス・ミネッティとして知られた）があったドレーゴ通りの広大な土地に高級ロフトが開発された。かつての貯蔵庫が上品で流行の先端を行くロフトとなり、地元の若手エリート層に人気を博している。1988年までに、アルバレス・トーマス通りとドレーゴ通りの角にドレーゴ・ファーマーズマーケットが開店して人気の店となった。このマーケットはポルトガル、イタリア、スペインなどまさに『国際連合』によって運営され、日系アルゼンチン人は食材や自家製缶詰などあらゆる日本の品を並べた。やがてブエノスアイレス最大のフリーマーケットになり、アフリカの手工芸品からアンティーク陶磁器、衣料品や家庭用品に至るまであらゆる物を提供していることで有名である。このフリーマーケットは市政府によって改装され、2011年に再オープンした。

## 歴史
コレヒアレス地区とチャカリータ地区を合わせた地域は、かつてチャカリータ・デ・ロス・コレヒアレスと呼ばれていた。この地域にはイエズス会がチャクラスとキンタス（小規模農地）を所有していたが、1767年にイエズス会の追放が行なわれると、彼らの土地はスペイン帝国に没収された。

## 文化

### 娯楽
テオドーロ・ガルシア通りにあるコレヒアレス運動・社交クラブは人気の社交場であり、何十年にも渡ってロベルト・ゴジェネチェが頻繁にタンゴ独奏会を行なったことで有名である。ブエノスアイレス初の映画館はコレヒアレス地区のラス・ファミリアスである。今となっては遠い記憶に過ぎないが、ラクローセ通りとカビルド通りの角にあったアンセルミス・サーカスは、年代問わず地元住民を楽しませた。フェデリコ・ラクローセ通りのアルゴス・シネマは、長い間コレヒアレス地区でもっとも人気の場所であり、映画館、劇場、会議ホール（福音伝道者に人気があった）、ダンスホールなどを備えていたが、これらの施設はいずれも現存せず、完全に廃業するか東側のベルグラーノ地区のようにより高級な地区に移転した。カフェの多くはまだ営業を続けているが、そのほとんどはごろつきが集まって夜更けまで営業する賭博場などとは異なる。もっとも有名なカフェは、フェデリコ・ラクローセ通りとアルバレス・トーマス通りの角にあるカフェ・アルゴスとされる。カフェ・アルゴスは往年の装飾やビリヤード台の設置を誇りにしている。マウレ通りにあるフェデリコ・ラクローセ地区開発評議会は定期的に「エル・フォメンティスタ」を発行している。社会的・文化的な投資を行ない、エンリケ・バンチス文学教会やチャカリータ＝コレヒアレス歴史教会のような文学サークルにフォーラムを提供している。アリベーニョス通りとホセ・エルナンデス通りの角にはロータリークラブがあり、テオドーロ・ガルシア通りにはライオンズクラブがある。

### 宗教
コレヒアレス地区には豊かな宗教遺産がある。アメナバル通りにある神聖コルプス・クリスティ修道院は何世紀にもわたって、裸足のカルメル修道会の場所である。同様に、アルバレス・トーマス通りの聖パウロ使徒教会とモルデス通りのOur Lord of the Miracle of Salta教区教会はまだかなりの規模がある。これらの礼拝場所は、フェデリコ・ラクローセ通りにあるコレヒアレス福音教会など、他のいくつかの小教会とともにコレヒアレス地区の忠実な信徒たちを分け合っている。

### スポーツ
CAコレヒアレスはコレヒアレス地区で発展したサッカークラブだが、1930年代にブエノスアイレス北部郊外のブエノスアイレス州・ムンロに本拠地を移転した。CAコレヒアレスはプリメーラC・メトロポリターナ（4部相当）などに在籍している。

## ギャラリー

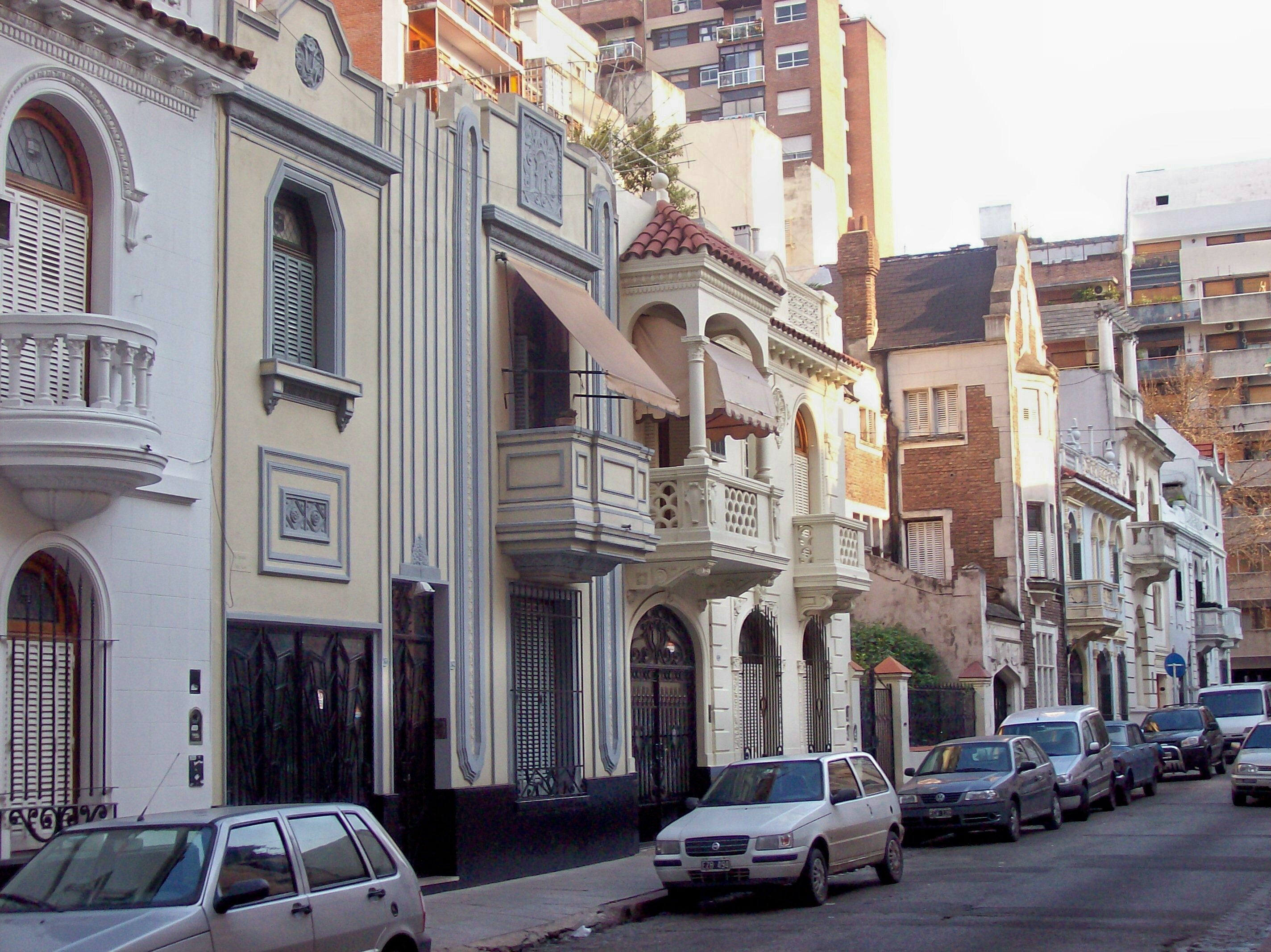
ゴロスティアーガ通り
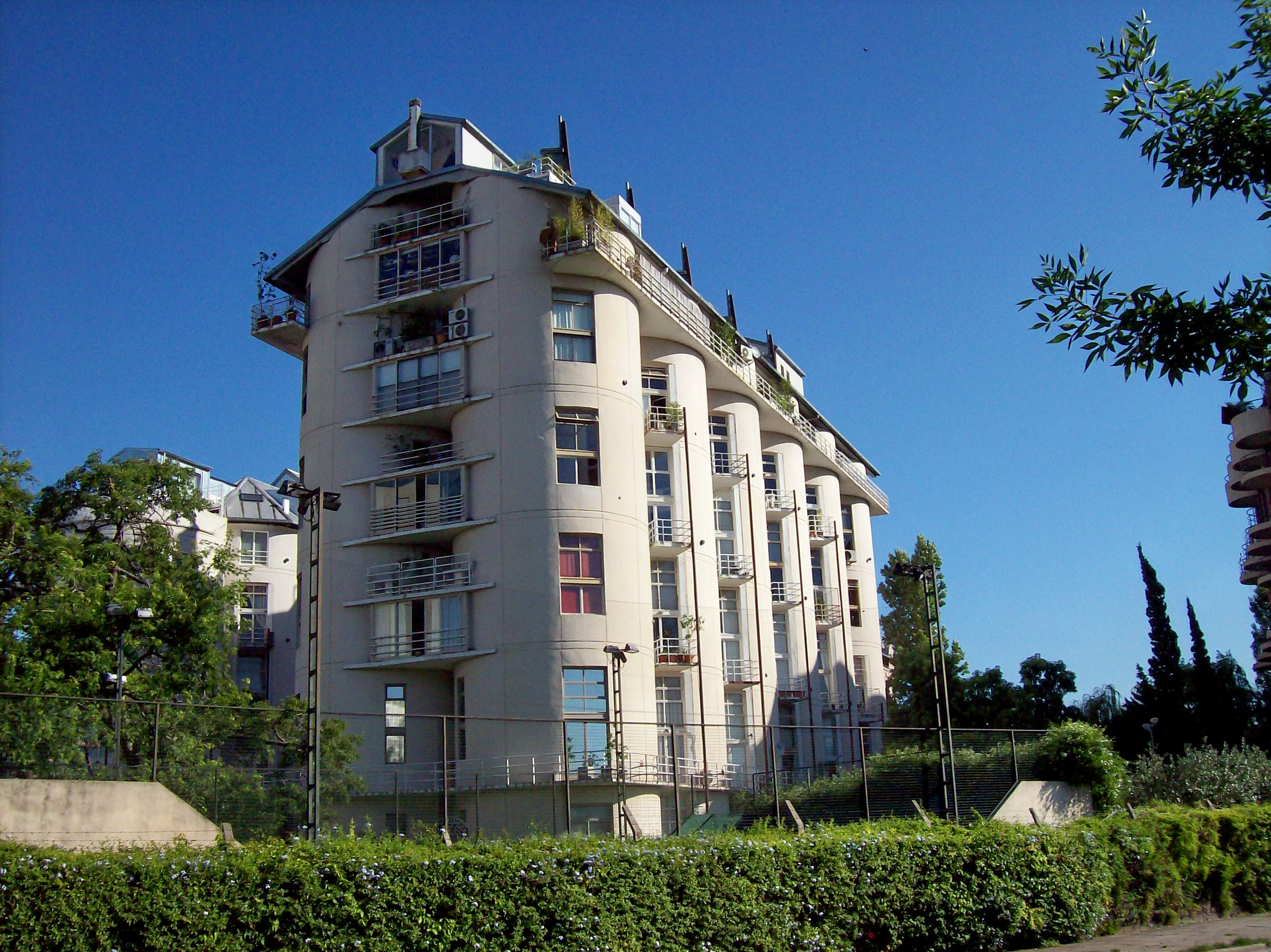
かつて貯蔵庫として使用されていた高級ロフト
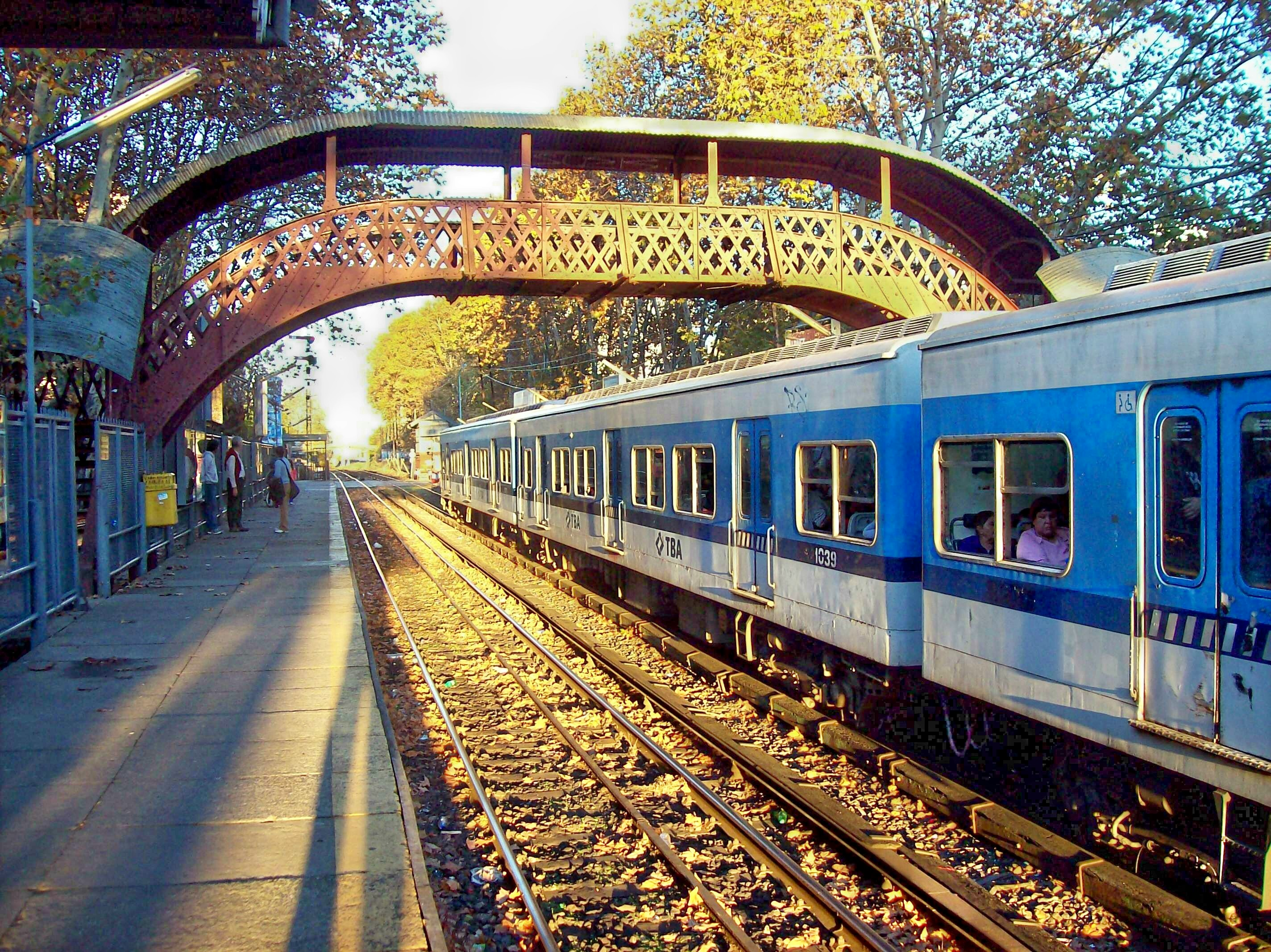
ミトレ線コレヒアレス駅と停車している日本製電車
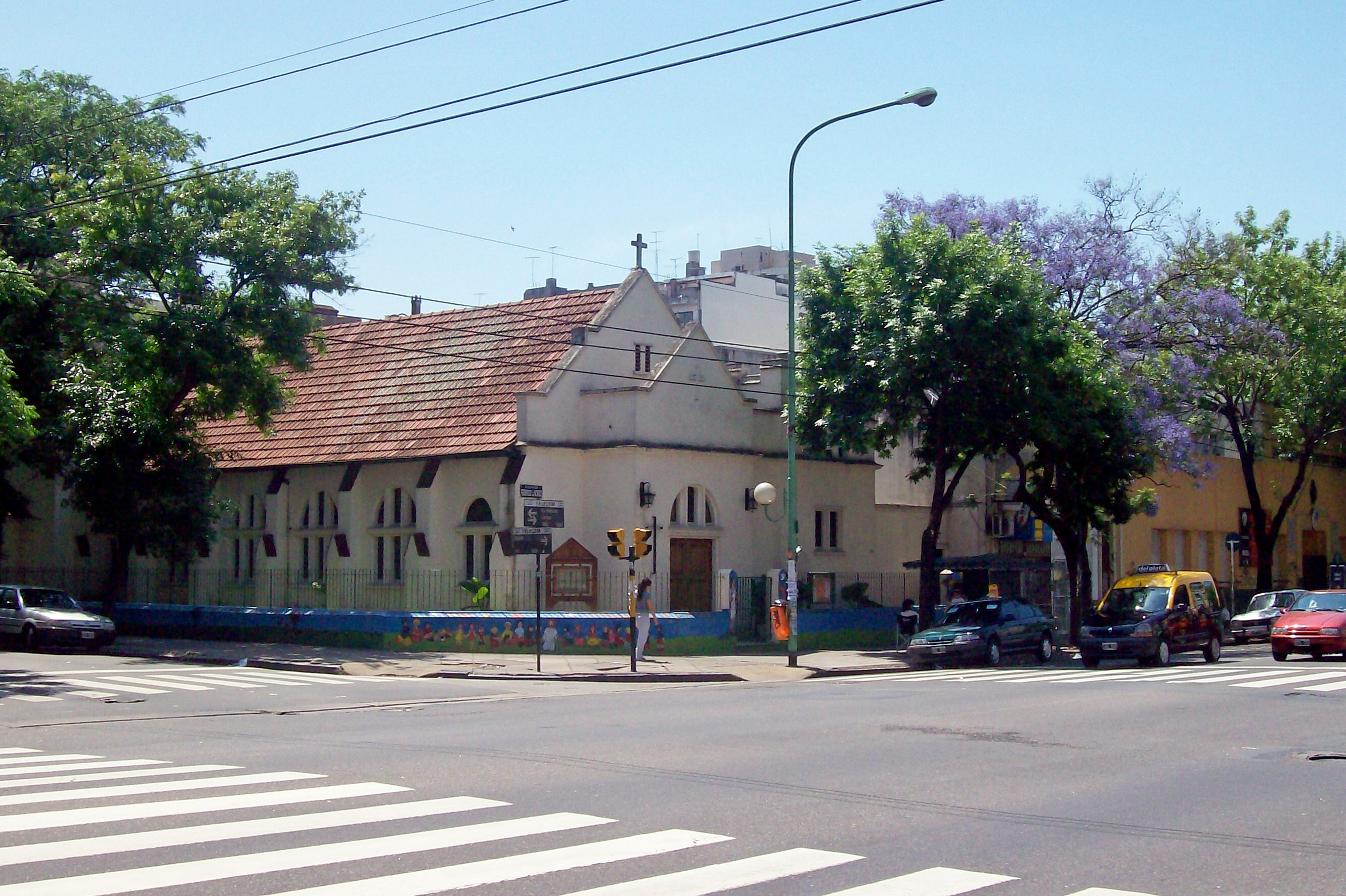
グッド牧師福音教会